# Hollenbach (Gemeinde Waidhofen an der Thaya)
Hollenbach ist eine Ortschaft und Katastralgemeinde in der Gemeinde Waidhofen an der Thaya im nördlichen Waldviertel in Niederösterreich. Die Ortschaft hat 298 Einwohner (Stand 1. Jänner 2024). Bis Ende 1971 war Hollenbach eine eigenständige Gemeinde.

## Geografie
Die Entfernung zu Waidhofen beträgt weniger als fünf Straßenkilometer entlang der L59 nach Karlstein und Raabs.

## Geschichte
Erste urkundliche Erwähnung von Hollenbach erfolgte um 1220.
Laut Adressbuch von Österreich waren im Jahr 1938 in der Ortsgemeinde Hollenbach zwei Gastwirte, zwei Gemischtwarenhändler, zwei Schmiede, eine Schneiderin, ein Schuster, ein Trafikant, zwei Tischler, ein Wagner und einige Landwirte ansässig.
Mit 1. Jänner 1972 wurden im Zuge der Niederösterreichischen Kommunalstrukturverbesserung die bis dahin selbständigen Gemeinden Hollenbach, Puch und Ulrichschlag nach Waidhofen an der Thaya  eingemeindet.

## Politik
Bürgermeister
- Franz Brinnich (CS) (1879–1962), Abgeordneter zum Nationalrat

## Öffentliche Einrichtungen
In Hollenbach befindet sich ein Kindergarten.

## Freizeit und Sport
Vom Hobbysportverein Hollenbach wird eine Freizeitsportanlage für Mitglieder betrieben. Dazu gehören eine Beachvolleyball-Anlage, ein Badeteich, eine Seilrutsche, eine Kletterwand und ein Fußballplatz.
Die Beach-Volleyball-Anlage zählt dabei zu der ersten Anlage mit Flutlicht im Waldviertel.
Die Kletterwand war bei ihrer Errichtung mit 15 Metern die größte Outdoor-Kletterwand in Niederösterreich.
Weitere Bekanntheit erlangte die Ortschaft auch in den 1980er bis Mitte der 2000er Jahre durch den Streckenabschnitt Hollenbach der Semperit Rallye. Besonderheit war der große Schotteranteil und die teilweise Ausführung als Rundkurs.